# Diacinto Cestoni
Diacinto Cestoni, noto anche come Giacinto (Montegiorgio, 13 maggio 1637 – Livorno, 29 gennaio 1718), è stato un naturalista italiano.

## Biografia
Speziale autodidatta, esercitò l'arte farmaceutica a Roma, a Livorno, a Ginevra, per poi tornare definitivamente a Livorno, dove divenne amministratore della stessa spezieria Salomoni nella quale aveva lavorato per circa 10 anni, in via Greca, nei pressi del porto. Nella città toscana coltivò i suoi numerosi interessi naturalistici; con i suoi studi e le sue osservazioni si guadagnò la stima di Francesco Redi e Antonio Vallisneri. La ricca corrispondenza epistolare con Redi è conservata a Firenze nella Biblioteca Marucelliana.
Produsse numerose osservazioni microscopiche che gli consentirono di contribuire alla ricerca sulla generazione dei viventi dai semi o dalle uova. Buona parte di questi studi, tra i quali Dell'origine delle pulci dall'uovo e del seme dell'alga marina (1708), fu pubblicata da Antonio Vallisneri.
Insieme a Redi e Giovanni Cosimo Bonomo, riuscì a dimostrare la natura contagiosa della scabbia, provocata dall'acaro Sarcoptes scabiei, anche se uno storico della medicina, il prof. Italo D’Angelo, sostiene che questa scoperta, avvenuta il 20 giugno 1687, debba essere attribuita esclusivamente a Giacinto Cestoni. Secondo gli studi condotti per 50 anni dallo studioso marchigiano, e riportati nei suoi diversi libri sull'argomento, tra i quali,“Giacinto Cestoni, nasce con lui la medicina scientifica moderna?”, la scoperta dell’origine acarica della scabbia è il primo fatto, scientificamente dimostrato, con il metodo sperimentale galileiano.
Il suo nome resta legato, nella denominazione italiana, a quello di un grosso pipistrello (Molosso di Cestoni, Tadarida teniotis). Livorno ha inoltre dedicato all'illustre cittadino una via al confine tra il quartiere San Marco e Shangai.